# Учебне (Кабардино-Балкарія)
Учебне (рос. Учебное) — село у Прохладненському районі Кабардино-Балкарії Російської Федерації.
Орган місцевого самоврядування — сільське поселення Учебне. Населення становить 1108 осіб.

## Історія
Згідно із законом від 27 лютого 2005 року органом місцевого самоврядування є сільське поселення Учебне.

## Населення
| 1970 | 1989  | 2002  | 2010  |
| ---- | ----- | ----- | ----- |
| 1391 | ↘1338 | ↘1073 | ↗1108 |